# Jahshaka
Jahshaka（ジャーシャカ）はWindows、macOSやLinuxなどのプラットホームで動作するオープンソースの映像編集、加工、合成ソフトウェアである。リアルタイムレンダラは実装されているが、ノンリニア編集など一般的とされる機能でも実装されていないものがある。ソースコードはトロールテックのQtを使用しているがユーザインタフェースはOpenGLで作成されている。
OpenGLとOpenMLを使っているため、異なるプラットホームでも移植が可能である。
ジャーシャカはGPLで配布されている。

## 目的
ジャーシャカはバージョン2で目標の実装を全て搭載しプロジェクトは一旦終了している。
Newtekの Video Toaster 、Pinnacle Liquid EditionやアドビシステムズのAfter Effects 、Autodeskの Combustionがジャーシャカと同じ分野のソフトである。